# Agrostis trachyphylla
Agrostis trachyphylla é uma espécie de gramínea do gênero Agrostis, pertencente à família Poaceae.